# William Fawtier
William Fawtier, né le 22 décembre 1867 à Constantine (Algérie française) et mort le 27 juillet 1926 dans le 8e arrondissement de Paris, est un administrateur colonial français. Il fut gouverneur des colonies, chef de bureau à Basse-Terre en 1901-1903, puis gouverneur de Papeete au début de la Première Guerre mondiale.

## Biographie
William Maurice Vincent Joseph Jean-Baptiste Fawtier est né à Constantine, en Algérie, alors colonie française.
Entre 1910 et 1911, il est gouverneur de la Guadeloupe par intérim et doit faire face à la crise sucrière qui a provoqué la grève de février  1910, la misère populaire et l'austérité. En mars 1911, il annonce la fin des grèves agricoles mais estime néanmoins que la présence des troupes martiniquaises reste encore nécessaire.

## Bataille de Papeete en 1914 et ses suites
Les relations entre Fawtier et le lieutenant de vaisseau Maxime Destremau, devenu commandant militaire de l'île après qu'il eut débarqué l'artillerie de sa canonnière pour renforcer les défenses côtières, commencèrent à se tendre dès que l'état de guerre avec l'Allemagne fut confirmé à Tahiti fin août 1914. Le gouverneur persistait en effet à ne pas faire arrêter ou expulser les nombreux ressortissants allemands et autrichiens présents dans l'archipel, ménageant leurs intérêts au point qu'il ne se résoudra à prendre contre eux les mesures requises par l'état de guerre que début décembre.
Lorsque les croiseurs cuirassés allemands Scharnhorst et Gneisenau approchèrent de Papeete et commencèrent, le 22 septembre 1914, à bombarder le port et la ville, le gouverneur se réfugia à la mission catholique et Destremau dut exercer tous les pouvoirs, empêchant les Allemands de débarquer et de faire main basse sur son précieux stock de charbon. Fawtier en conçut un ressentiment définitif, qui le conduisit à discréditer Destremau auprès de son supérieur, l'amiral Huguet, lors de la visite de celui-ci à Tahiti en novembre. Le lieutenant de vaisseau fut relevé de ses fonctions et dut rentrer en métropole, où il mourut bientôt de maladie, trop tôt pour connaître les honneurs qui lui furent finalement rendus, à titre posthume, pour son héroïque défense de l'île. La propre mère de Fawtier dira plus tard qu'elle avait honte du comportement qu'avait eu le gouverneur[réf. nécessaire].

## Distinction
- Chevalier de la Légion d'honneur[6]